# Мирна Лој
Мирна Лој (енгл. Myrna Loy) је била америчка глумица, рођена 2. августа 1905. године у Радерзбергу, а преминула 14. децембра 1993. године у Њујорку.

## Филмографија
| Улоге Мирна Лој |                             |               |                |          |
| Година          | Српски назив                | Изворни назив | Улога          | Напомена |
| 1936.           | Велики Зигфилд              |               | Били Берк      |          |
| 1946.           | Најбоље године наших живота |               | Мили Стивенсон |          |